# Saint-Sauveur-Lalande
Saint-Sauveur-Lalande är en kommun i departementet Dordogne i regionen Nouvelle-Aquitaine i sydvästra Frankrike. Kommunen ligger i kantonen Montpon-Ménestérol som tillhör arrondissementet Périgueux. År 2022 hade Saint-Sauveur-Lalande 149 invånare.

## Befolkningsutveckling
Antalet invånare i kommunen Saint-Sauveur-Lalande
Referens:INSEE